# Shery

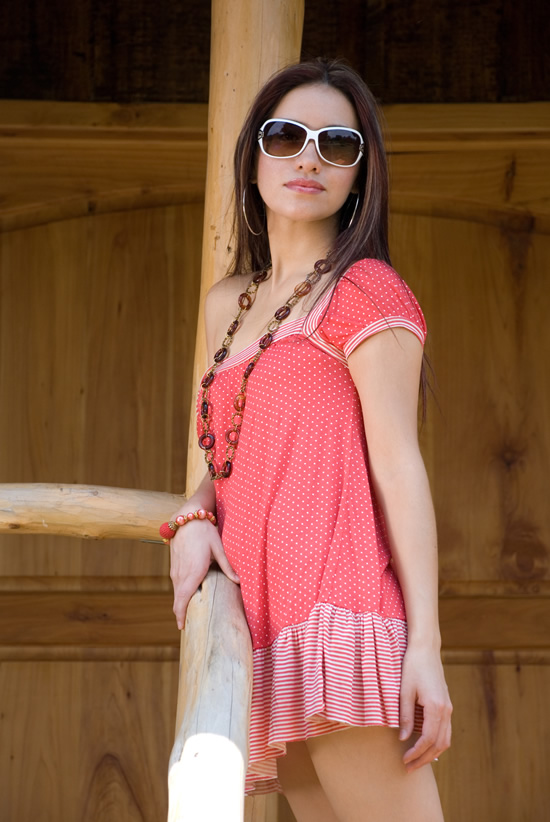
Shery

Shery (* 18. August 1983 in Guatemala-Stadt) ist eine Pop-Songwriter- und -Sängerin aus Guatemala. Sie singt in spanischer und in italienischer Sprache.

## Diskografie

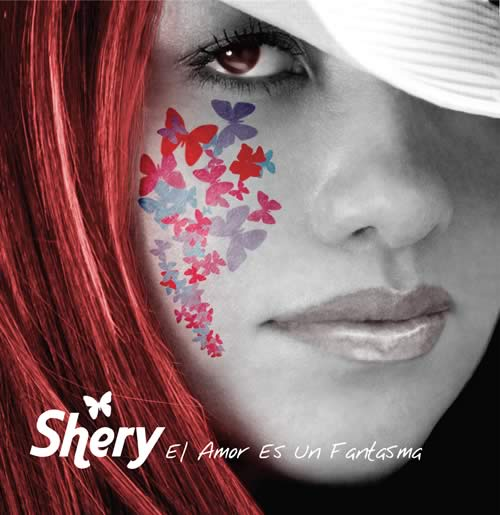
El amor es un fantasma

### Singles
- 2005: El amor es un fantasma
  - El amor es un fantasma
  - Libre

- 2006: Me converti en roca
  - Me converti en roca
  - Me converti en roca (extended version)

- 2007: El amor
  - El amor (mit Daniel René)
  - Todo se termina aqui

- 2008: En la vida y para siempre
  - En la vida y para siempre (radio cut)
  - En la vida y para siempre (album version)

- 2011: Uno solo en este juego
  - Uno solo en este juego (mit El Bardo)
  - Uno solo en este juego (solo version)
  - Uno solo en este juego (Rafa midnight mix)
  - Uno solo en este juego (instrumental / sing along track)

### Alben
- 2008: El amor es un fantasma
  - En la vida y para siempre
  - Nos desgarramos el alma
  - Muerteamor
  - Cuatro paredes
  - El amor (mit Daniel René)
  - Uno solo en este juego (mit El Bardo)
  - Me convertí en roca
  - El amor es un fantasma
  - Continuamente (mit Francesco Sondelli)
  - Libre
  - Mis lágrimas
  - Todo se termina aquí
  - El suspiro se me va (feat. Francesco Sondelli)

## Videoclips
- 2006: Libre
- 2007: Me converti en roca